# Яблочное (Лозовский район)
Яблочное (укр. Яблучне) — село,
Орельский поселковый совет,
Лозовский район,
Харьковская область, Украина.
Код КОАТУУ — 6323955710. Население по переписи 2001 года составляет 61 (29/32 м/ж) человек.

## Географическое положение
Село Яблочное находится на расстоянии в 3,5 км от Орельского водохранилища.
На расстоянии в 2 км расположены посёлок Миролюбовка и село Захаровское.
По селу протекает пересыхающий ручей с запрудой.

## История
- 1933 — дата основания как села Малая Яблучина.
- 1953 — переименовано в село Яблочное.